# Великопольське сільське поселення
Великопо́льське сільське поселення (рос. Великопольское сельское поселение) — муніципальне утворення у складі Оршанського району Марій Ел, Росія. Адміністративний центр — село Великопольє.

## Історія
Станом на 2002 рік існували Великопольська сільська рада (село Великопольє, присілки Малий Пуял, Марі-Єрнур, Нижня Лопсола, Пуял, Успенка) та Старокрещенська сільська рада (присілок Керди, Ошлангер, Старе Крещено, Старе Село, Яндилетково, селище Ільїнка).
28 квітня 2014 року було ліквідовано Старокрещенське сільське поселення (колишня Старокрещенська сільська рада), його територія увійшла до складу Великопольського сільського поселення (колишня Великопольська сільська рада).

## Населення
Населення — 1928 осіб (2019, 2123 у 2010, 2153 у 2002).

## Склад
До складу поселення входять такі населені пункти:
| Населений пункт         | Населення, осіб (2002) | Населення, осіб (2010) |
| ----------------------- | ---------------------- | ---------------------- |
| Великопольє, село       | 572                    | 563                    |
| Ільїнка, селище         | 172                    | 184                    |
| Кьорди, присілок        | 53                     | 56                     |
| Малий Пуял, присілок    | 64                     | 65                     |
| Марі-Єрнур, присілок    | 198                    | 191                    |
| Нижня Лопсола, присілок | 28                     | 39                     |
| Ошлангер, присілок      | 120                    | 107                    |
| Пуял, присілок          | 415                    | 403                    |
| Старе Крещено, присілок | 430                    | 433                    |
| Старе Село, присілок    | 3                      | 0                      |
| Успенка, присілок       | 14                     | 4                      |
| Яндилетково, присілок   | 84                     | 78                     |